# Бокораш
‎

Бокора́ш  — назва плотогона, здебільшого на Бойківщині та Гуцульщині, який займався сплавом лісу річками в Українських Карпатах.
Слово «бокораш» пов'язане з діалектним словом бо́кор («пліт»), яке, очевидно походить через посередництво рум. bokor («кущ», «пліт») від угор. bokor («кущ»).

## Історія ремесла

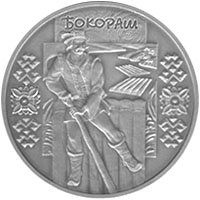
Срібна монета НБУ — Бокораш

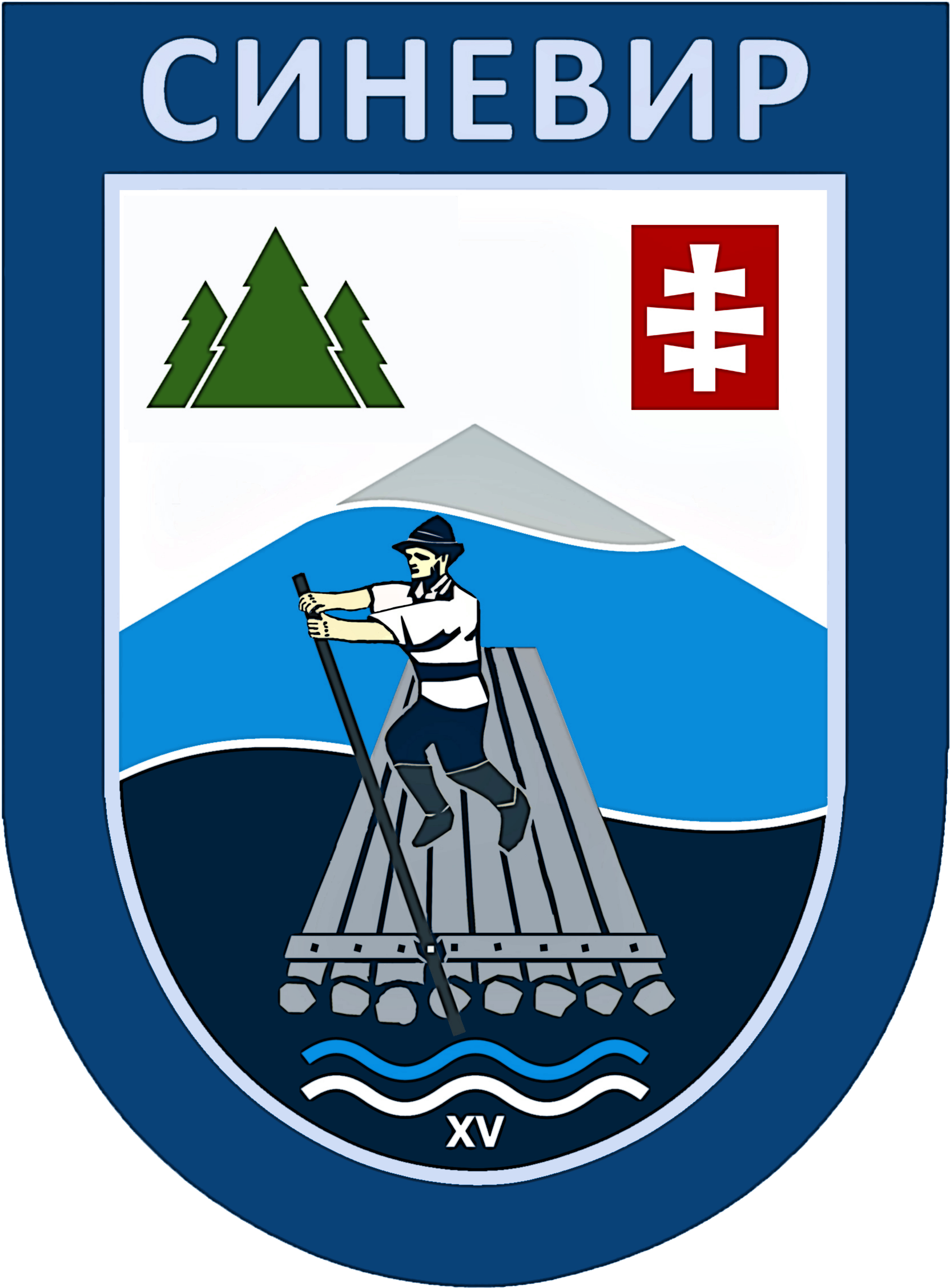
Бокораш на гербі Синевиру

Стовбури зрізаних та очищених від гілок дерев в'язали у плоти, які, у свою чергу, зв'язували один за одним у своєрідну, інколи досить довгу, вервечку. Так утворювався один пліт — бокор. Бокораші стояли спереду плоту і спеціальними веслами-стернами управляли ним, щоб уникнути мілин та великих валунів у річці і щоб пліт не винесло на берег. Бокорашів на бокорі було 3—5, інколи й більше — залежно від величини плоту і складності та довжини маршруту. На плотах влаштовували спеціальний майданчик, де розводили багаття (ватру), також ставили невеликий курінь.
Для лісосплаву використовували порівняно повноводні річки: Прут, Білий і Чорний Черемош (на Гуцульщині), Тереблю, Ріку (на Закарпатті) та деякі інші. Ліс сплавляли Черемошем і Прутом аж до Чернівців, а часом і далі — навіть до румунського Галаца, що на Дунаю.
Робота бокорашів була важка і небезпечна. Інколи траплялися нещасні випадки: комусь затиснуло ногу між мокрими слизькими колодами, хтось від несподіваного удару об підводне каміння падав з плоту в річку тощо.
З розширенням мережі залізниць і приходом у гори важкої техніки (лісовозів) сплавляти ліс річками стали дедалі рідше. На Бойківщині лісосплав припинився у 1940-х роках. На Гуцульщині останній пліт пройшов Черемошем у серпні 1979 року. Так відійшла в минуле давня традиційна професія населення Українських Карпат — робота бокорашів.
Про працю бокорашів можна більше довідатися в Музеї лісу і сплаву, що на Закарпатті.
В Україні лісосплав на водних об'єктах заборонено Водним кодексом України (1995), (стаття 54).

## Бокораші в народній творчості
Коломийка:
|      | — Та де ідеш, бокорашу, ци ни долі водов? Пішло мені два годики, вандруючи з тобов. — Гей, де ідеш, бокорашу, ци ни бокор вести!? Що заробив, того пропив, ніщо домів нести. — Та де женеш бокорика? — До Хуста, до Хуста. Осталася молодиця, як сирітка пуста.[джерело?] |
| — {' | |

## Бокораші у кіно
У музичному фільмі «Червона рута», на початку пісні «Жовтий лист», є кадри проходження річкою великого плоту з бокорашами. У фільмах «Білий птах з чорною ознакою», «Тіні забутих предків» також є кадри проходження річкою великого плоту з бокорашами. Яскраво показано роботу бокорашів у фільмі «Марійка-невірниця».
У 1965 році режисер студії Укркінохроніка Ігор Грабовський створив разом із своїм однодумцем оператором Юрієм Ткаченком кінофільм «Керманичі».